# Gomang Co (sjö i Kina, lat 31,21, long 89,20)
Gomang Co (kinesiska: Guomang Cuo, 果忙错) är en sjö i Kina. Den ligger i den autonoma regionen Tibet, i den sydvästra delen av landet, omkring 250 kilometer nordväst om regionhuvudstaden Lhasa. Gomang Co ligger 4 629 meter över havet. Arean är 102 kvadratkilometer. Den sträcker sig 19,4 kilometer i nord-sydlig riktning, och 9,3 kilometer i öst-västlig riktning.
Genomsnittlig årsnederbörd är 477 millimeter. Den regnigaste månaden är juli, med i genomsnitt 153 mm nederbörd, och den torraste är december, med 6 mm nederbörd.